# Meristodonoides
Meristodonoides es un género extinto de peces cartilaginosos. La especie de tipo es M. rajkovichi, que originalmente era una especie en el género Hybodus. Esta, junto con otros Hybodus como M. butleri y M. montanensis, fueron reasignadas en Meristodonoides por Charlie J. Underwood y Stephen L. Cumbaa en 2010.

## Especies
- M. butleri
- M. montanensis
- M. novojerseyensis[3][4]
- M. rajkovichi